# 遠山寛賢

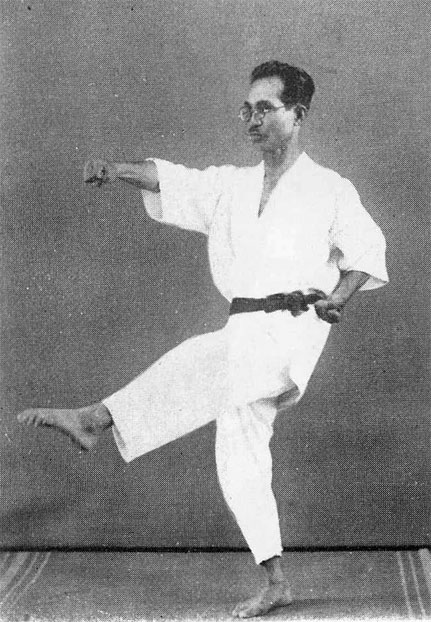
若き日の遠山寛賢

遠山 寛賢（とおやま かんけん、1888年9月24日 - 1966年11月）は、沖縄県出身の空手家。全日本空手道連盟(旧)（現在の錬武会）総本部修道舘舘長、大師範。昭和期を代表する空手家の一人であり、糸洲安恒の晩年の高弟の一人として知られる。

## 経歴
遠山寛賢は、旧姓を親泊といい、1888年（明治21年）、沖縄県首里市に生まれた。幼少の頃から、板良敷朝郁、糸洲安恒、東恩納寛量らに師事した。それぞれ、どの時期に師事したかは不明であるが、糸洲に師事したのは、遠山が沖縄県師範学校へ入学（1906年）してからであると考えられる。当時の師範学校の唐手師範は糸洲安恒、師範代は屋部憲通が務めていた。在校中の1908年（明治41年）から3年間、遠山は糸洲、屋部の助手を務めた。1911年（明治44年）、師範学校を卒業した。
遠山は、徳田安文、真喜屋某らとともに、俗に「糸洲安恒の三羽烏」と呼ばれた。ほかに同年代の大城朝恕に師事したという説があるが疑わしく、別人の大城の可能性が高い。また、田名某から棒術、釵術を、初代首里区長を務めた知花朝章（知花朝信の本家叔父）から「知花公相君」の型を教わった。1924年（大正13年）には台湾へ渡り、台北の陳仏済、台中の林献堂から中国拳法を学んだ。
1931年（昭和6年）、遠山は上京し、東京の浅草石浜小学校前に道場「修道舘」を設立した。ここで育った高弟には韓武舘(後の全日本空手道連盟錬武会)館長となる尹曦炳がいる。また、音羽の鳩山和夫（元衆議院議長・鳩山一郎元首相の父）・春子夫婦の新教育思想に共鳴し、鳩山幼稚園の経営者に就任した。さらに、思想家・遠山満に共鳴して、遠山姓に改正したのもこの頃である。
戦後、遠山は故郷沖縄が戦災の被害甚大で、学童たちが読む本も不足していたため、数百冊の著書を沖縄県に寄贈した。この功績により、沖縄初代知事、志喜屋孝信より「空手道大師範」の称号を送られている。
1948年（昭和23年）頃、遠山は船越義珍との間で「空手の本家」を巡って論争を起こしている。糸洲の直系弟子を自認する遠山は、船越は糸洲門下では傍系に過ぎず（船越は安里安恒の直弟子）、糸洲の直系に連ならない者は沖縄空手の正統とはいえない、と主張した。また、遠山が沖縄師範学校の本科卒業生であるのに対して、船越は沖縄県師範学校の速成科（一年課程）出身であったことも、この論争の争点の一つであった。遠山の主張では、師範学校本科で糸洲から学んだ者のみが糸洲の後継者であると主張した。
しかし、糸洲が師範学校で教え始めたのは、1905年（明治38年）からであり、たとえ船越が本科に入学していたにしろ、（戸籍上は）1870年（明治3年）生まれの船越が糸洲に師事する機会はありえなかった。いずれにしろ、遠山－船越論争を通じて、糸洲門下の弟子の中に、直系と傍系の差別意識があったことは確かのようである。
遠山は自身の弟子たちが開始した全国空手道選手権大会（現在の全国防具付空手道選手権大会）などで模範演武を行っていたが、1951年（昭和26年）に旧・全日本空手道連盟（現在の全日本空手道連盟錬武会）が発足した際には修道舘が総本部となり、遠山は大師範として防具付き空手道という競技としての空手道の普及に貢献した。また、この頃「奥義秘伝空手道」「護身鍛錬空手道」「空手道大宝鑑」などの著書を鶴書房より発刊している。
遠山は「空手に流派はない」が持論で、生涯無流派主義を貫いた。古流五十四歩の型（屋部憲通伝）を得意とした。1966年（昭和41年）、78歳で死去した。

## 無流派主義
糸洲安恒の直系を自認する遠山は生涯無流派主義を貫き、自らの空手道に流派名を冠さず、流派自体の存在を否定した。 その理論は、「もっとも厳粛なるべき妙術に、二通りも三通りも変わった流の至技妙法があるべき理屈はない」というものでる。
遠山は「剛柔緩急、いろいろ思念工夫して修錬をつむのが空手の常道であって、流派なるものとは根本的にちがうのである」と、当時流派と名のついていたものの全ては、各々の修錬の中での差異として捉え、流派としては成り立つべきではないと考えていた。
著書『空手道大宝鑑』に於いて遠山は、まず当時既に周知されていた少林流と昭霊流について「この二流が現在実在しているかのように世間に伝えられているが、これは史実の上に何等確たる根拠も考証もない」と、同一の形式で統合編成させられている事を主張した。
また、昭和初期に誕生した諸流派については、糸東流の摩文仁賢和と剛柔流の宮城長順に面会した際に遠山自らが質問し、摩文仁からは「流名をつけた方が恰好がつくし、恩師を思慕する意味からも意義がありはしないか」との回答を得、宮城は「世間の人々が空手に対し認識不足なので、その全貌を剛と柔の二字でわかりやすく表現した」と答えたことから、「流も派もない正真正銘の沖縄の空手で流名は結局、無意味に帰す」としている。その他、当時新手の流派の誕生が頻発していたことについては、「最近珍妙な新しい流名をつえる存在不明の空手家が見受けられるが、これは正統空手道の全貌を知らない一知半解の人たちである」としてこれらを批判している。

## 教え

### 空手道の定義
遠山は空手道を「剛柔、陰陽、呼吸の原理に根底をおいた徒手空拳以って身を護り、敵を防ぐ攻防自在の、倫理的教訓を第一義とする武道である。」としている。

### 道徳訓
寛賢が遺した三冊の著書には、道徳訓として下記６条が記されている。
1. 守礼のくに
2. 空手に先手なし
3. 忍は百行の基なり
4. 手が出たら意地を引け、意地が出たら手を引け
5. 柔即和、剛即和
6. 喧嘩争いは買っても捨てよ

### 空手する者の心得
1. 武の字義は二人干戈を交えているもののなかに入って争いを止める、という意義である。この字義の持つ本質をよく考え実戦躬行にうつすべきである。
2. 空手に先手なし。　空手するものはどこまでも隠忍自重みだりに動ぜず、つねに小敵といえども侮らず好戦的、積極的に先手を発動してはならぬという心的態度を示した教えである。空手の形に先手がないのは平和的、倫理的意味のひろさであり、古今に通じる不磨の大訓である。
3. 人一度すれば己これを百度し、人百度すれば己これを千度す。　要するに努力鍛錬、思念工夫が空手上達の秘訣である。
4. 理より入る者は技より入る者より一日の長あり。　先ず理を知り、その技法を会得し、そして後、手足の鍛錬をなすべきである、との訓え。
5. 空手は謹慎、謙譲、仁義のおよばざるところに、最後唯一の攻防、護身の正技が出るのである。
6. 孫子の曰く「昔之善戦者、先為不可勝、以待敵之可勝」。　すなわち先ず自らの不敗の地歩を占め、しかる後に敵の敗形に乗ずるの意である。
7. 大胆に細心に。　度胆は大海の如く、要人は音無き細流のごとくあって、大敵を恐れず、小敵を侮らざる気構えが必要である。
8. 身を護れ。　相手を攻めよう攻めようとおもったら、自ら隙がでて、敵に乗じられるのである。身を守っていれば、相手の隙が自然に見えてくるのである。
9. 拳の大要八句　「人心同天地　血脈似日月　法剛柔呑吐　身随時應變　手逢空則入　碼進退離逢　目要観四向　耳能聴八句」

### 奥義
遠山は下記の7つの技を糸洲安恒より受け継いだ奥義としていた。ただし、「奥技は凡技に始り　凡技は奥技に終る　始めに奥技なく終りに奥技あり　なるならぬの鍵は鍛錬が握る｡」
として、凡技であっても個人が他の追随を許さないほどまでに鍛錬も積めば、それも独自の立派な奥義となるとしている。
1. 複式呼吸法
2. 獅子の法
3. 虎の法
4. 握力法
5. 鍛眼法
6. 熊の手
7. 三角飛び

## エピソード
- 1927年（昭和2年）某日、真剣を携えた古流剣術の使い手が、道端で遠山を急襲した。2人に面識があったわけでは無く、遠山を疎ましく思っていた空手家が剣術家に依頼した事に因るものであった。
遠山はとっさに真剣をかわし、特段焦る様子も無くゆっくりと半身に構えると2撃目に備えた。しばらく沈黙が続いた後、静寂を破るような掛け声とともに、剣客が斬りかかった。次の瞬間、白刃をかわした遠山の左足が剣客の腕を捉え、剣客はそのまま土塀にぶつかって崩れ落ちた。遠山は剣を拾い上げ、何事も無かったかのような涼しい顔をしてその場を去った。時間にしてわずか3分弱であった。
- 1947年（昭和22年）12月10日、遠山は酒に酔ったアメリカ兵からいきなり暴行を受けた。遠山は一切の抵抗をせず、されるがままの状態が暫く続いた。殴り疲れたアメリカ兵が暴行がやめその場を逃げるように立ち去ると、遠山は平然と立ち上がった。その体は「複式呼吸法」によって鉄人の如く鍛え上げられた肉体であり、糸洲安恒から秘伝「虎の法」まで伝授された人物の前には、屈強なアメリカ兵も歯が立たなかったのである。
- 子にアレクサンドル・モギレフスキーに師事し第5回日本音楽コンクールに第一位優勝したバイオリニスト、鳩山寛がいる。また遠山寛賢自身もバイオリンを嗜んでいた。

## 著作
- 『空手道・奥手秘術』鶴書房
- 『空手道大宝鑑』鶴書房
- 『空手道入門』鶴書房

## 関連記事
- 空手家一覧